# Biofrankfurt
Der gemeinnützige Verein BioFrankfurt – Das Netzwerk für Biodiversität e. V. wird von vierzehn zum Teil international aktiven Institutionen des Rhein-Main-Gebiets aus den Bereichen Forschung, Bildung und Naturschutz getragen. Die Einrichtungen setzen sich darin gemeinsam für die Erhaltung der biologischen Vielfalt und für die Stärkung des öffentlichen Bewusstseins für die Bedeutung und Erforschung der Biodiversität ein.

## Ziele
Das Netzwerk hat sich 2004 zusammengeschlossen, um
- die Bedeutung der Biodiversität und ihrer Erhaltung stärker in das Bewusstsein von Medien und Öffentlichkeit zu rücken,
- die globale Dimension der Bedeutung der biologischen Vielfalt zu kommunizieren,
- das Wissen und die Erfahrung von Einzelinstitutionen zu bündeln und sich dadurch effizienter für die Erhaltung und Erforschung der biologischen Vielfalt einzusetzen.

Seit Juli 2014 ist das Netzwerk ein eingetragener Verein, der als gemeinnützig anerkannt ist.

## Aktivitäten
Die Organisation gestaltet, bündelt und kommuniziert Aktivitäten mit regionalem Schwerpunkt im Rhein-Main-Gebiet, wie zum Beispiel die jährlich im Mai stattfindende Naturerlebniswoche mit rund 40 Beiträgen. Sie veranstaltet darüber hinaus Aktionen für Schulklassen und Familien sowie Führungen und öffentliche Vorträge für Erwachsene zu Schwerpunktthemen. Von 2007 bis 2009 führte die Organisation eine viel beachtete Kampagne Biodiversitätsregion Frankfurt/Rhein-Main durch, die auf die vergleichsweise große biologische Vielfalt im Raum Frankfurt aufmerksam machte. Die Kampagne gilt als beispielhaft (Best Practice) für Öffentlichkeitsarbeit zum Thema Biodiversität in Deutschland. Seit 2009 werden auch Workshops für Schulklassen angeboten, in denen Schüler sich direkt an ihrer Schule einen ganzen Vormittag lang aktiv mit dem Thema biologische Vielfalt beschäftigen und dabei entdecken können, was sie selbst zu deren Erhaltung beitragen können.
Ein wissenschaftspolitischer Erfolg der Vernetzung war die Etablierung des Institutionen übergreifenden Biodiversität und Klima Forschungszentrums in Frankfurt im Jahr 2008, gefördert durch das Land Hessen. Hierdurch und durch weitere Aktivitäten, wie deutschlandweite Repräsentativbefragungen und die Propagierung des Bildungs- und Kommunikationsaspektes tritt BioFrankfurt bundesweit und international auf.
Im September 2015 wurde BioFrankfurt als offizielles Projekt der UN-Dekade der Biodiversität ausgezeichnet und als Vorreiter dafür gewürdigt, wie sich Institutionen auf regionaler Ebene zusammenschließen und gemeinsam für die Erhaltung der biologischen Vielfalt einsetzen können.

## Mitglieder
Die derzeitigen Mitglieder sind:
- Stadt Frankfurt am Main mit Palmengarten, Umweltamt und Zoo Frankfurt
- Johann Wolfgang Goethe-Universität
- Senckenberg Gesellschaft für Naturforschung
- Hochschule Geisenheim University
- WWF Deutschland
- Hessische Gesellschaft für Ornithologie und Naturschutz e. V. (HGON)
- Deutscher Olympischer Sportbund (DOSB)
- von Opel Hessische Zoostiftung (Opel-Zoo Kronberg)
- Zoologische Gesellschaft Frankfurt
- Tropica Verde e. V.
- MainÄppelHaus Lohrberg
- Vogelkundliche Beobachtungsstation Untermain e. V.

Vorstandsvorsitzender ist Peter Dommermuth, Leiter des Umweltamts Frankfurt. Der Geschäftsführer der Zoologischen Gesellschaft Frankfurt, Christof Schenck, ist sein Stellvertreter.